# Platydesmus crucis
Platydesmus crucis är en mångfotingart som beskrevs av Chamberlin 1952. Platydesmus crucis ingår i släktet Platydesmus och familjen Platydesmidae. Inga underarter finns listade i Catalogue of Life.